# Aser

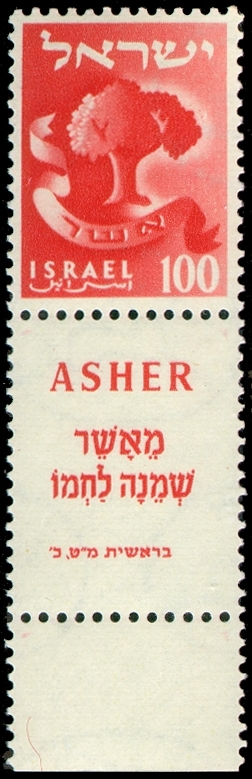
Símbolo de la tribu de Aser. Inscripción hebrea: "El pan de Aser será sustancioso; [dará manjares de rey]" Génesis 49:20).

Mapa con las doce tribus israelitas, 1200-1050 a. C. El territorio de la tribu de Aser figura al noroeste, en color verde.

Aser (en hebreo: אשר Āšēr) es un personaje de la Biblia. Según el libro del Génesis, era hijo de Jacob y Zilpa. 
Aser es el patriarca y fundador de la Tribu Aser, luego la sociedad tribal dispersa formaría la condición de un único estado llamado Reino unificado de Israel